# Arvidsjaur
Arvidsjaur – miejscowość w północnej Szwecji, w gminie Arvidsjaur, położona nad jeziorem Arvidsjaursjön. W 2017 roku miasto liczyło 4683 mieszkańców.
Arvidsjaur, obok Arjeplog i Älvsbyn jest jednym z ważniejszych europejskich ośrodków, w którym producenci samochodowi testują auta w warunkach arktycznych.
Miasto promuje turystykę, oferując wycieczki na skuterach śnieżnych, piesze wędrówki, narciarstwo, wędkarstwo i kuligi z psim zaprzęgiem. 

## Galeria

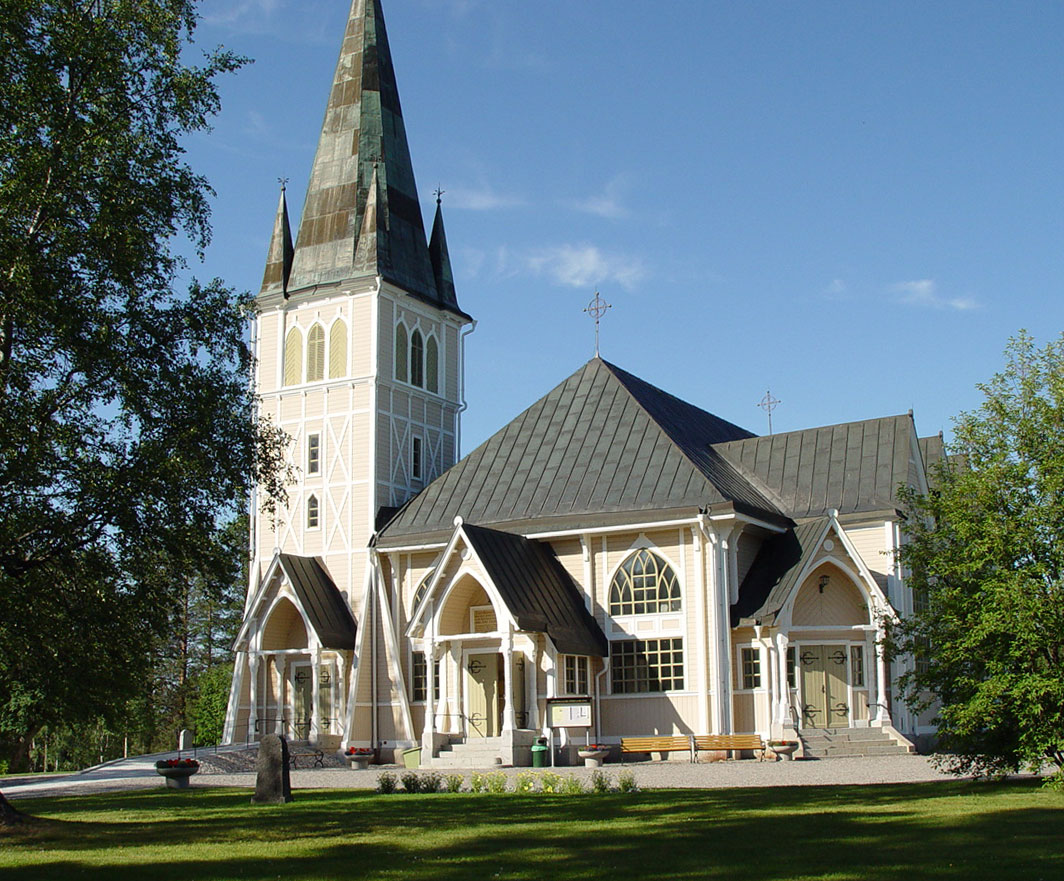
Kościół w Arvidsjaur, wzniesiony w 1902 roku.
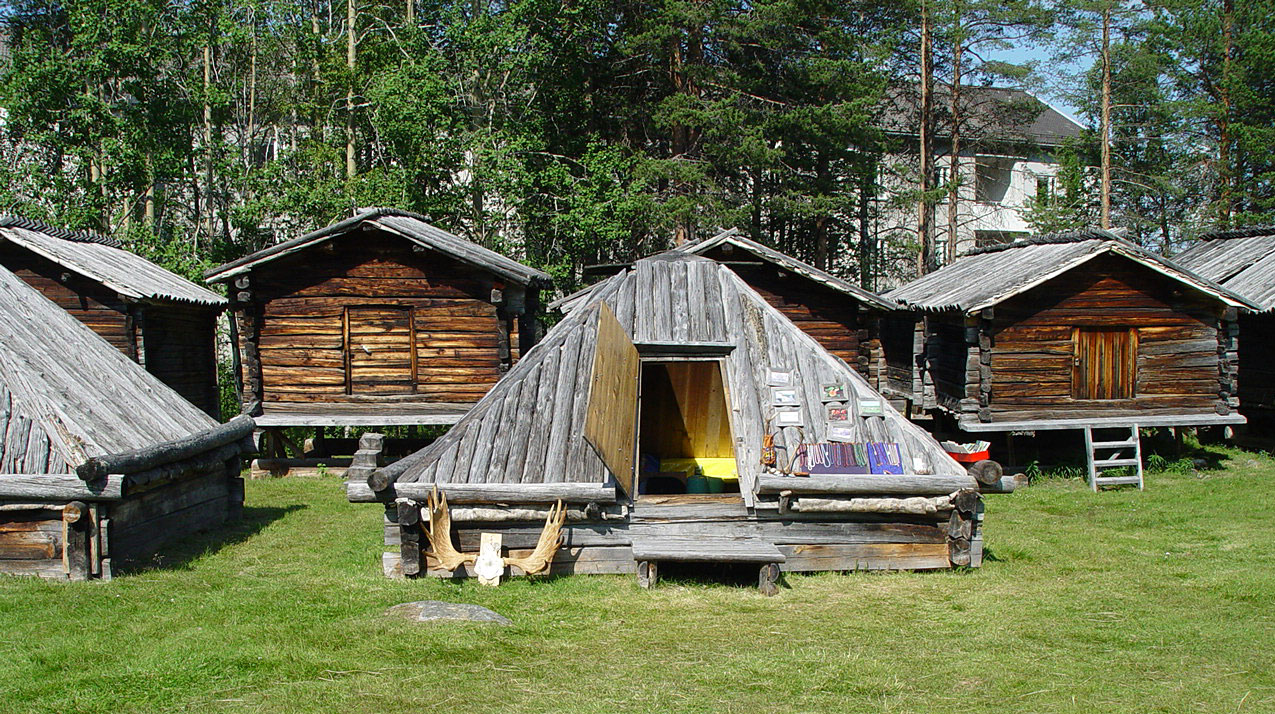
Chatki kościelne w Arvidsjaur.
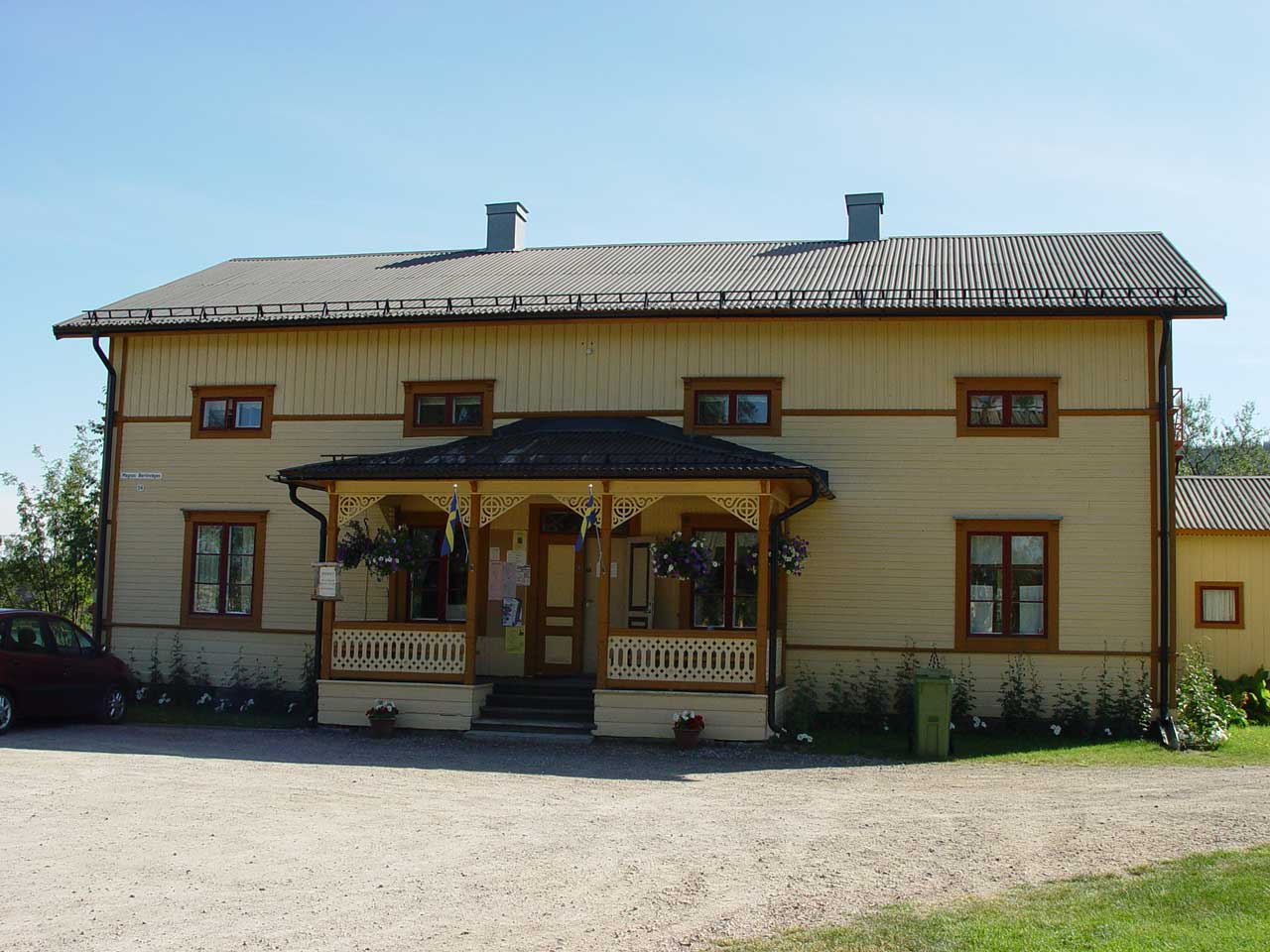
Muzeum lokalne.
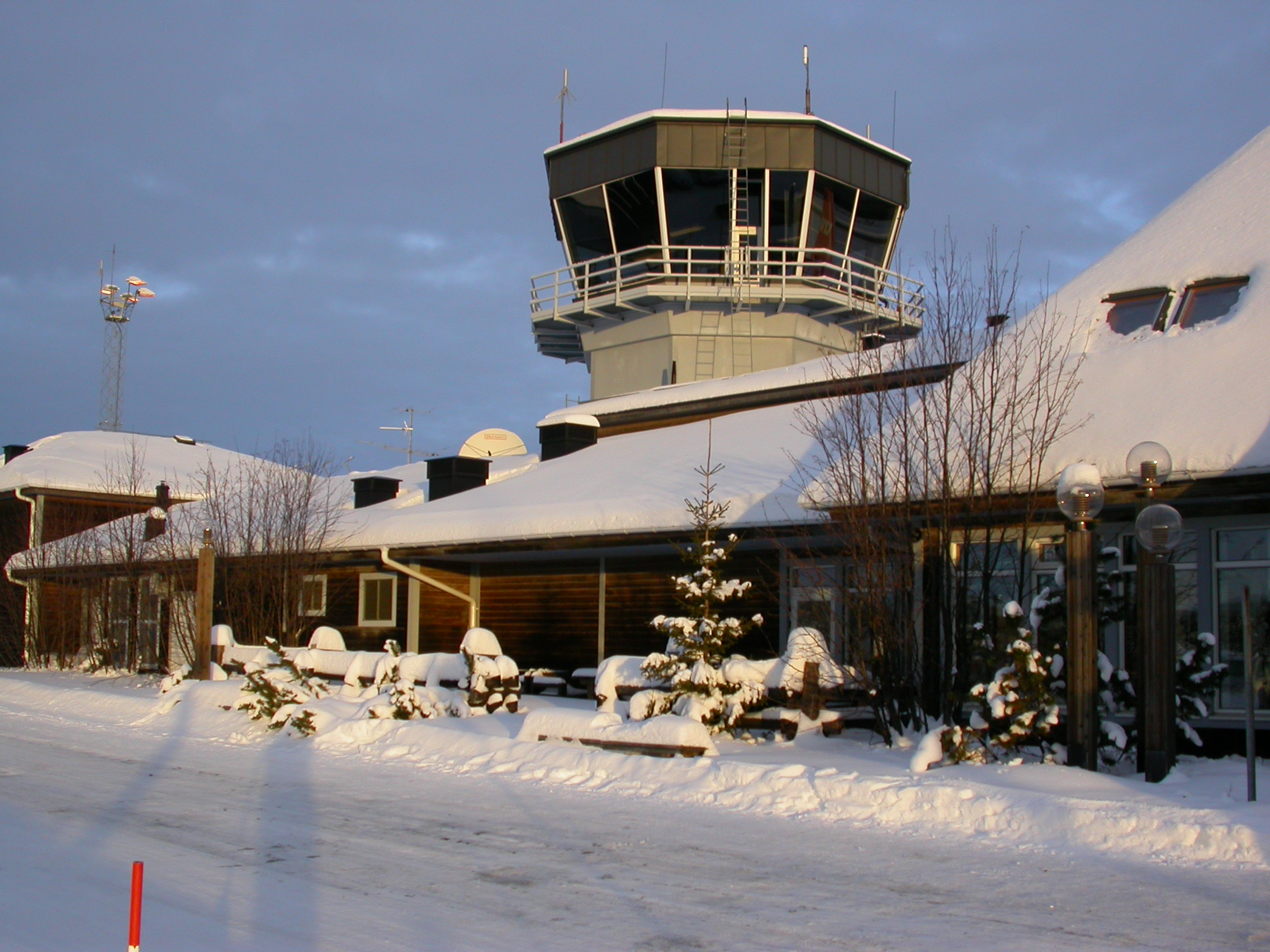
Port lotniczy.